# Стево Пендаровски
Стево Пендаровски (мкд. Стево Пендаровски; Скопље, 3. април 1963) је македонски политичар, који је од 2019. до 2024. био на положају председника Републике Северне Македоније. Победио је на изборима за председника Северне Македоније 2019. године, а на дужност је ступио 12. маја 2019. године.

## Биографија

### Образовање и академска каријера
Пендаровски је рођен 3. априла 1963. године у Скопљу, док је порекло његове породице из мијачког села Галичник. Завршио је права на Универзитету у Скопљу 1987. године. Касније је магистрирао и дипломирао политичке науке на истом универзитету.
Од 2008. године био је асистент на Америчком Универзитету у Скопљу.

### Политичка каријера
Политичку каријеру започео је као помоћник министра за односе са јавношћу у Министарству унутрашњих послова Републике Северне Македоније и као шеф аналитичког и истраживачког одељења министарства од 1999. до 2001. године. Био је саветник за националну безбедност и спољну политику председника Северне Македоније Бориса Трајковског, од 2001. све до његове смрти 2004. године. После вођења Државне изборне комисије у периоду 2004—2005. године поново је служио у националној безбедности као главни саветник за спољну политику следећег председника Северне Македоније, Бранка Црвенковског од 2004. до 2009. године.
Од стране Социјалдемократског савеза Македоније, 4. марта 2014. године изабран је као кандидат за председничке изборе одржане у априлу 2014. године.
Победом на изборима 2019. године постао је председник Северне Македоније, а на дужност је ступио 12. маја исте године.